# Arzruni

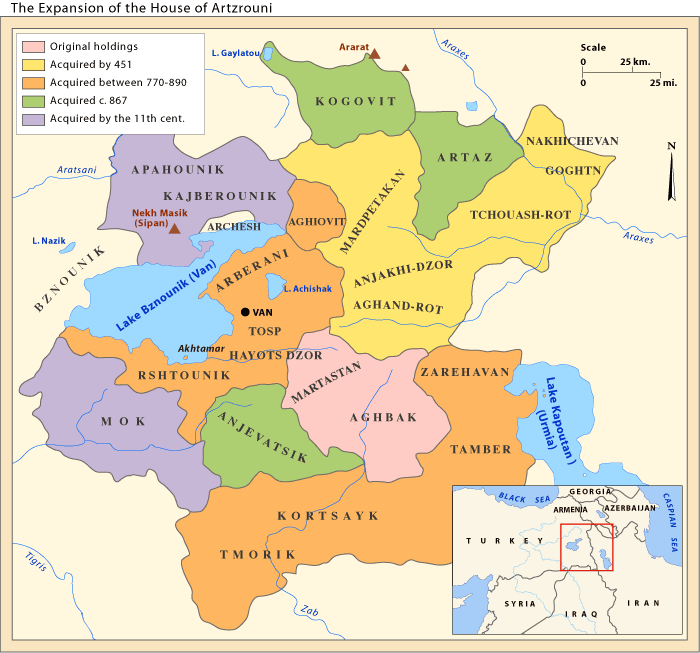
Herrschaftsgebiet der Arzruni

Die armenische Dynastie der Arzruni (Արծրունիներ), auch Ardsruni oder Artsruni, beherrschten das Königreich Vaspurakan im südwestlichen Armenien, zwischen dem Van-See und dem Großen Zab. Sie leiteten ihre Herkunft von dem assyrischen König Sanherib ab.

## Geschichte
Die Herrschaft der Dynastie über Vaspurakan endete im ersten Viertel des 11. Jahrhunderts mit dem Tod des Königs Gagik Arzruni. Wegen der östlichen Invasoren etablierten sich die Arzruni in Kappadokien. 1021 erhielt Seneqerim Johannes Amasia, Sebaste und Evdokia als Lehen des byzantinischen Kaisers als Austausch für Vaspurakan.

## Wichtige Mitglieder der Dynastie
- König Gagik I.
- Towma Arzruni, Geschichtsschreiber und Mönch
- Abul Gharib, byzantinischer Statthalter in Kilikien

## Nachkommen
- Grigor Ardzrouni (1845–1892), liberaler Publizist
- Andreas Arzruni (1847–1898), Mineraloge

## Trivia
Umberto Eco beschreibt in seinem fantastischen Roman Baudolino die Figur eines armenischen Adligen und Alchemisten Ardzrouni.